# Gazette van Detroit

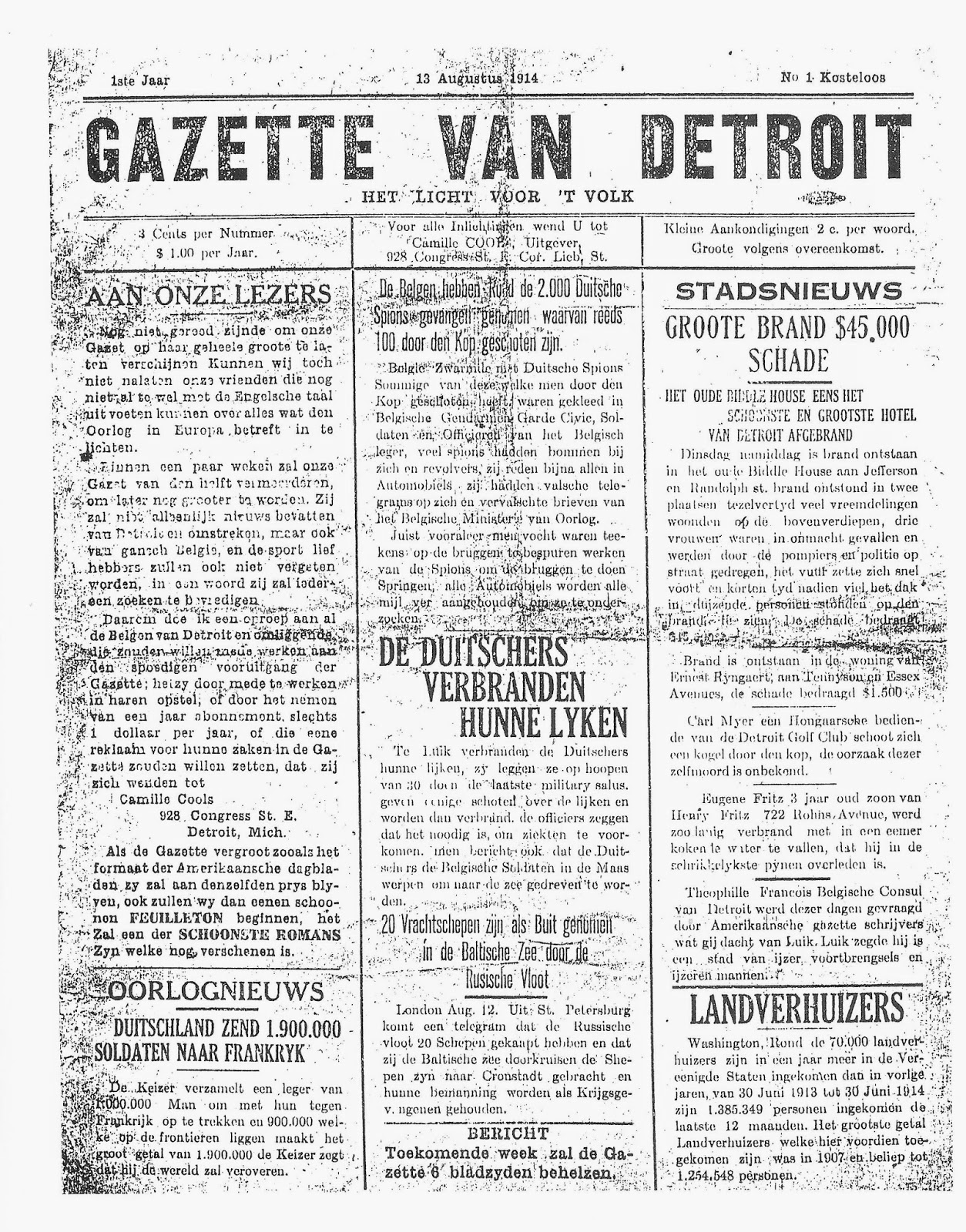
Titelblatt der Gazette van Detroit vom 13. August 1914

Die Gazette van Detroit (dt. Zeitung Detroits) war eine flämische Zeitung, die bis 2018 in der US-amerikanischen Großstadt Detroit publiziert und verkauft wurde. Die Beiträge wurden in niederländischer sowie englischer Sprache verfasst.
Die Zeitung wurde erstmals am 13. August 1914 verkauft. In erster Linie richtete sie sich an Immigranten aus Belgien und dem niederländischsprachigen Teil Frankreichs. Die Zeitung erschien in den Anfangsjahren täglich, später erschien sie alle zwei Wochen. Sie hatte einen festen Leserstamm. 2015 wurde die Printausgabe eingestellt. Die digitale Ausgabe wurde Mitte Dezember 2018 eingestellt.

## Belege
1. ↑  Na 104 jaar verdwijnt de Gazette van Detroit – VRT NWS. In: vrt.be. Abgerufen am 11. Oktober 2018.